# Саламзаде, Салам Абдул-Касум оглы
Салам Абдул-Касум оглы Саламзаде (Салам-заде, Саламов) (азерб. Salam Əbdülqasım oğlu Salamzadə ; 23 февраля [7 марта] 1908, Баку — 12 мая 1997, Баку) — азербайджанский и советский живописец. Народный художник Азербайджанской ССР (1982).

## Биография
Родился в Баку. В 1929 году окончил Азербайджанский государственный художественный техникум. В 1932 году окончил Московский государственный педагогический институт им. В. И. Ленина. Кроме того, получил педагогическое образование.
С 1931 по 1932 год вместе с режиссёром Рзой Тахмасибом, художником Рустамом Мустафаевым и кинорежиссёром Гамер Наджафзаде, которая позднее стала его женой, учился в аспирантуре.
С 1929 года — член общества «АзОРРИИС» (Азербайджанское общество работников революционного изобразительного искусства) .
Автор ряда жанровых и графических картин, портретов («Нариман Нариманов», «Портрет писателя И. М. Гусейнова») и пейзажей, изображающих сцены природы Азербайджана («Старый город», «Под солнцем», «Женщины у воды», «Чайная плантация»).
Несколько раз побывал на Ближнем и Среднем Востоке, создавая полотна о жизни и природе восточных стран.
От декоративно-обобщенной манеры изображения, отличающей ранние произведения («Ниточный цех», 1930, Азербайджанский национальный музей искусств), в зрелом творчестве Саламзаде перешёл к тщательной проработке форм, цветовой нюансировке («За водой», 1968, Азербайджанская государственная художественная галерея; серия картин «По арабским странам», 1961—1970).
С 1930 года участвовал в выставках. Отдельные выставки его произведений демонстрировались в нескольких странах мира. Важные выставки: «Всесоюзная художественная выставка», Москва, 1949; «Всесоюзная художественная выставка», Москва, 1951.

## Творчество
В 1929 году Салам Саламзаде путешествовал по различным регионам Азербайджана и провел некоторое время в Гяндже и Ленкорани, где занимался творческой работой. В этот период он создал такие тематические картины, как «Sap sexi» (Теардская фабрика) (1930), «MTS-in açılışı» (открытие МТС) (1932), «Gəncə toxuculuq fabrikində» (Гянджинская текстильная фабрика), «Komsomolçular iş vaxtı» (рабочее время комсомольцев) (1930) и «Konserv fabrikində» (на консервном заводе), которые были характерны для его раннего творчества.
В годы Второй мировой войны художник сосредоточился на создании портретов героев войны. Кроме того, в 1940 году Салам Саламзаде вместе с художником Садиком Шарифзаде подготовил монументальное панно под названием «Azərbaycan ədəbiyyatşünaslarının panteonu» для Музея азербайджанской литературы имени Низами Гянджеви. После войны для дальнейшего расширения своих творческих способностей Саламзаде предпринял поездки в южные регионы страны, особенно в Астару и Ленкорань, чтобы зарисовать местную жизнь.
Портреты деятелей культуры и изображения рабочих за работой Салама Саламзаде очень убедительны, передают характерные и психологические черты героев. Эти работы также содержат богатые художественные элементы, раскрывающие внутренний мир героев, а также лирические литературные детали индустриальных пейзажей и природных условий. Послевоенная портретная галерея художника отличалась разнообразием. Среди этих портретов была и одна из его спутниц жизни, первая азербайджанская женщина-кинорежиссёр Гамар Саламзаде.
Салам Саламзаде создал значительное количество портретных работ, в том числе «Портрет Мании Каримовой» (1938), «Портрет Узеира Гаджибекова» (1941), «Портрет народного художника Сидги Рухуллы» (1944), «За кулисами» (1955), «Портрет народного художника Сидги Рухуллы» (1944). Портрет первой в Азербайджане женщины-кинорежиссёра Камары Алмасзаде" (1957), «Портрет Гилана и девушки» (1957), «Портрет Наримана Нариманова» (1958), «С девочкой, держащей куклу» (1962), «Портрет молодой колхозницы» (1964), «Деревенская девушка» (1972) и других.